# Shakespeares Globe
Shakespeares Globe er en rekonstruktion af Globe Theatre, et elizabetansk skuespilhus i London Borough of Southwark på den sydlige bred af Themsen, der oprindeligt blev opført i 1599, ødelagt i en ildebrand 1613, genopført 1614, og siden revet ned 1644.
Den moderne rekonstruktion er en akademisk tilnærmelse baseret på tilgængeligt materiale om bygningerne fra 1599 og 1614. Det blev etableret på skuespilleren og instruktøren Sam Wanamaker initiativ og opført omkring 230 meter fra det sted, hvor det oprindelige Globe Theatre stod, og åbnede for publikum i 1997 med en opsættelse af skuespillet Henrik 5..